# Una domenica da leoni
Una domenica da leoni è stato un talk show televisivo italiano, in onda ogni domenica dal 5 giugno al 10 luglio 2016 su Rai 1, con la conduzione di Massimo Giletti.

## Il programma
Il programma vuole ricostruire la vita e la carriera di grandi mattatori della televisione italiana, attraverso interviste, testimonianze di giornalisti e ospiti in studio. 
Protagonisti dei cinque appuntamenti sono Simona Ventura, Piero Chiambretti, Raffaella Carrà, Fiorello, Federica Sciarelli e Franca Leosini.
La trasmissione va in onda in differita dal Teatro 3 di Cinecittà in Roma. La sigla del programma è la canzone di Vasco Rossi, Standing Ovation, la stessa utilizzata per il segmento "Protagonisti" del programma principale "L'arena".

## Puntate

### Prima puntata
5 giugno 2016 dalle 14.00 alle 15.00
Protagonista: Simona Ventura
Ospiti: Alba Parietti, Vladimir Luxuria, Alfonso Signorini
Ascolto medio: 2.727.000 spettatori con il 16,73% di share

### Seconda puntata
12 giugno 2016 dalle 14.00 alle 15.00
Protagonista: Piero Chiambretti
Ospiti: Piero Chiambretti, Cristiano Malgioglio, Alessandro Cecchi Paone, Sabina Negri, Felicita Chiambretti
Ascolto medio: 2.882.000 spettatori con il 18,48% di share

### Terza puntata
26 giugno 2016 dalle 14.00 alle 15.00
Protagonista: Raffaella Carrà
Ospiti: Vittorio Feltri, Giancarlo Magalli, Enrica Bonaccorti, Platinette
Ascolto medio: 2.328.000 spettatori con il 14,77% di share

### Quarta puntata
3 luglio 2016 dalle 14.00 alle 15.00
Protagonista: Fiorello
Ospiti: Mara Maionchi, Red Ronnie, Umberto Brindani, Stefano Meloccaro, Ignazio La Russa, Gabriella Germani, Antonio Cacciaguerra
Ascolto medio: 2.310.000 spettatori con il 17,02% di share

### Quinta puntata
10 luglio 2016 dalle 14.00 alle 15.00
Protagoniste: Federica Sciarelli e Franca Leosini
Ospiti: Barbara De Rossi, Sabrina Scampini, Maria Volpe, Roberta Bruzzone
Ascolto medio: 1.984.000 spettatori con il 14,45% di share